# شکوه صبح (فیلم ۱۹۳۳)
شکوه صبح (به انگلیسی: Morning Glory) فیلمی درام به کارگردانی لاول شرمن با بازی کاترین هپبورن است.